# Antanandava (Ambatondrazaka)
Pour les articles homonymes, voir Antanandava.
Antanandava est une commune rurale malgache située dans la partie nord-est de la région d'Alaotra-Mangoro.
Proche de la ville se situe le Parc national de Zahamena.